# Baroud (film 1933)
Baroud è un film del 1933 diretto da Rex Ingram e Alice Terry, versione inglese dell'originale Baroud, girato in francese.

## Produzione
Il film fu prodotto dalla Rex Ingram. Venne girato in Marocco e negli Studi de la Victorine a Nizza, al 16 di Avenue Edoard Grinda.

## Distribuzione
In Francia, il film fu distribuito dalla Les Films Armor; nel Regno Unito il film uscì il 27 febbraio 1933, distribuito dall'Ideal. Ebbe una distribuzione anche negli Stati Uniti, dove venne proiettato il 20 marzo 1933 attraverso la Gaumont British Picture Corporation of America con il titolo Love in Morocco